# Passy (Sénégal)
Pour les articles homonymes, voir Passy.
Passy (ou Passi) est une commune du Sénégal, situé dans le Sine-Saloum.

## Histoire
Passy est un village créé en 1906 par Mamour Ngatane Toure. Il fut un guide religieux en quête de terre paisible pour l'apprentissage du Coran pour ces talibe celle-ci lui fut venue en rêve que sa terre se trouve à l'est et qu'il était à côté d'un (taba), arbre aux larges feuilles. Il le trouva avec l'aide d'un peulh de dramé peulh. Cet emplacement se trouve dans la grande mosquée de Passy. De là est venue Serigne Ngatane Toure père de l'actuel imam de Passy qui fut lui aussi un guide religieux accompagné de ses talibe il s'installa avec l'accord de Mamour Ngatane Toure, ce dernier voyant que sa terre paisible se transformait en un marché avec l'arrivée des Libanais venus pour le commerce de l'arachide il donna le village à Seigne et alla s'installer à Thileu Djourouk chez les Anglais. Il reviendra puis repartit en promettant de plus voir son taba mais il reviendra à Passy en passant à Keur Beukeuri pour régler un problème de ménage sans pour autant regarder son taba, il mourra quelques années plus tard à Thileu Djourouk. Depuis son érection en commune, en 1996, Passy n'a que deux maire le premier s'appelle Mamadou Moustapha KA ancien député vice-président de l'Assemblée Nationale du temps du Président Abdou DIOUF. L'actuel maire s'appelle Adama CISSE.

## Administration
Érigée en commune en 1996, elle est rattachée au département de Foundiougne dans la région de Fatick.

## Géographie
À vol d'oiseau, les localités les plus proches sont Diomborel, Keur Ali Gueye, Santie Passy, Keur Mamadou Fatouma, Bandoulou, Tianda Thisse et Niassene Ndiankha Ali, Keur Oumar, Keur Malao, Keur Bacary. Passy à sept quartiers: Santhiaba, Darou Salam; Médina Salam, Diamaguène, Escale, Léona, et Ndramé Mapathé. Les villages de Keur Ngagne, Keur Moumine, et Darou Ndiayène sont rattachés au quartier Escale.

## Population
Lors du recensement de 2002, Passy comptait 6 177 habitants, 605 concessions et 737 ménages.
Fin 2007, selon les estimations officielles, la population s'élèverait à 7 022 personnes.

## Économie
Ville carrefour où l'on fait étape sur Route trans-gambienne(Rn5) vers la Gambie et la Casamance, Passy accueille aussi chasseurs et pêcheurs avec son hôtel Les Manguiers et O' Cœur de Passy. 
Le marché hebdomadaire est l'un des plus réputés du pays.
Passy a aussi un journal de jeunes dénommé Khew-khew, journal des jeunes de Passy. Le rédacteur en chef est Monsieur Babacar Thiam, étudiant à l'Université Cheikh Anta Diop de Dakar.

## Sport et Éducation
L'équipe commune dénommé As Thiossane est en nationale 2 avec les disciplines comme le football. le basket-ball et volley-ball. Le stade municipal abrite les matchs de l'équipe de football. En même temps c'est par là que se jouent les matchs du championnat populaire des navétaan avec les A.S.C Yakaar, Dioubo, Diamono, Guelewar, Diambar, Magg Daan, Renaissance de Natangué, Deggo, Raam Daan, Jokko, Garmi et Jappo
Sur le plan éducatif, Passy compte 5 écoles primaires publiques, une école primaire privée dénommée Mission catholique, un collège d'enseignement moyen et secondaire appelé Lycée de Passy et collèges privés (C.R.E.F,  Jant Askan wi, CEPEX).